# San Juan de Arama (ort)
San Juan de Arama är en ort i Colombia.   Den ligger i departementet Meta, i den centrala delen av landet, 140 km söder om huvudstaden Bogotá. San Juan de Arama ligger 438 meter över havet och antalet invånare är 2 636.
Terrängen runt San Juan de Arama är platt åt nordost, men åt sydväst är den kuperad. Runt San Juan de Arama är det glesbefolkat, med 20 invånare per kvadratkilometer. Närmaste större samhälle är Mesetas, 19,1 km väster om San Juan de Arama. Omgivningarna runt San Juan de Arama är huvudsakligen savann.